# Andre Beckmann
Andre Beckmann est un joueur international allemand de rink hockey né le 2 septembre 1990.

## Palmarès
En 2015, il participe au championnat du monde de rink hockey en France.